# Northrop N-102 Fang
Northrop N-102 Fang byl projekt lehkého stíhacího letounu vzniklý u společnosti Northrop, která jej v roce 1953 nabídla United States Air Force.
Jednalo se o hornoplošník s křídlem typu delta, jehož plánovanou pohonnou jednotku představoval jeden proudový motor General Electric J79, ačkoliv konstruktéři věřili, že dvoumotorové uspořádání by přineslo větší míru spolehlivosti a bezpečnosti.  Nerealizovaný plán se stal základem na který později volně navázal lehký stíhač Northrop F-5 a rodina s ním příbuzných typů.
Projektu byla v roce 1957 udělena ochrana prostřednictvím institutu amerického práva design patent, přibližně odpovídajícímu průmyslovému vzoru.